# Oreotrochilus melanogaster
La stella dei monti pettonero (Oreotrochilus melanogaster Gould, 1847) è un uccello della famiglia dei Trochilidi. È una specie endemica delle Ande peruviane.

## Descrizione
La stella dei monti pettonero è un colibrì che raggiunge la lunghezza di 10-12 cm; il suo becco è lungo 1,6-1,8 cm. Si distingue dalle altre specie del genere Oreotrochilus per la gorgiera di colore verde brillante e per la colorazione nera di petto e ventre. Gli esemplari femmina sono simili a quelli della specie Oreotrochilus estella, con la differenza di presentare una colorazione delle penne timoniere più scura alla base e bianca sulla punta.

## Distribuzione e habitat
Oreotrochilus melanogaster è una specie comune sulle Ande del Perù centrale, a quote comprese tra i 3500 e i 4800 m. Nella maggior parte del suo areale è l'unica specie di Oreotrochilus presente.

## Tassonomia
La specie è stata descritta la prima volta da John Gould nel 1847; in seguito la si è ritenuta a lungo una variante melanica della specie Oreotrochilus estella.